# بريشيا كالتشيو للسيدات
بريشيا كالتشيو فيمينيلي، المعروف باسم Brescia Calcio Femminile هو نادي كرة قدم نسائي إيطالي من كابريولو، بالقرب من بريشا. تأسست في 1985 باسم إف سي إف كابريولو أريدامنتي أوستيليو. في عام 2000 انتقل إلى بيرغامو، حيث لعب لمدة خمسة مواسم مثلACF برو بيرغامو. تم تغيير اسم الفريق في عام 2005 عندما عاد إلى كابريولو.

## تاريخ

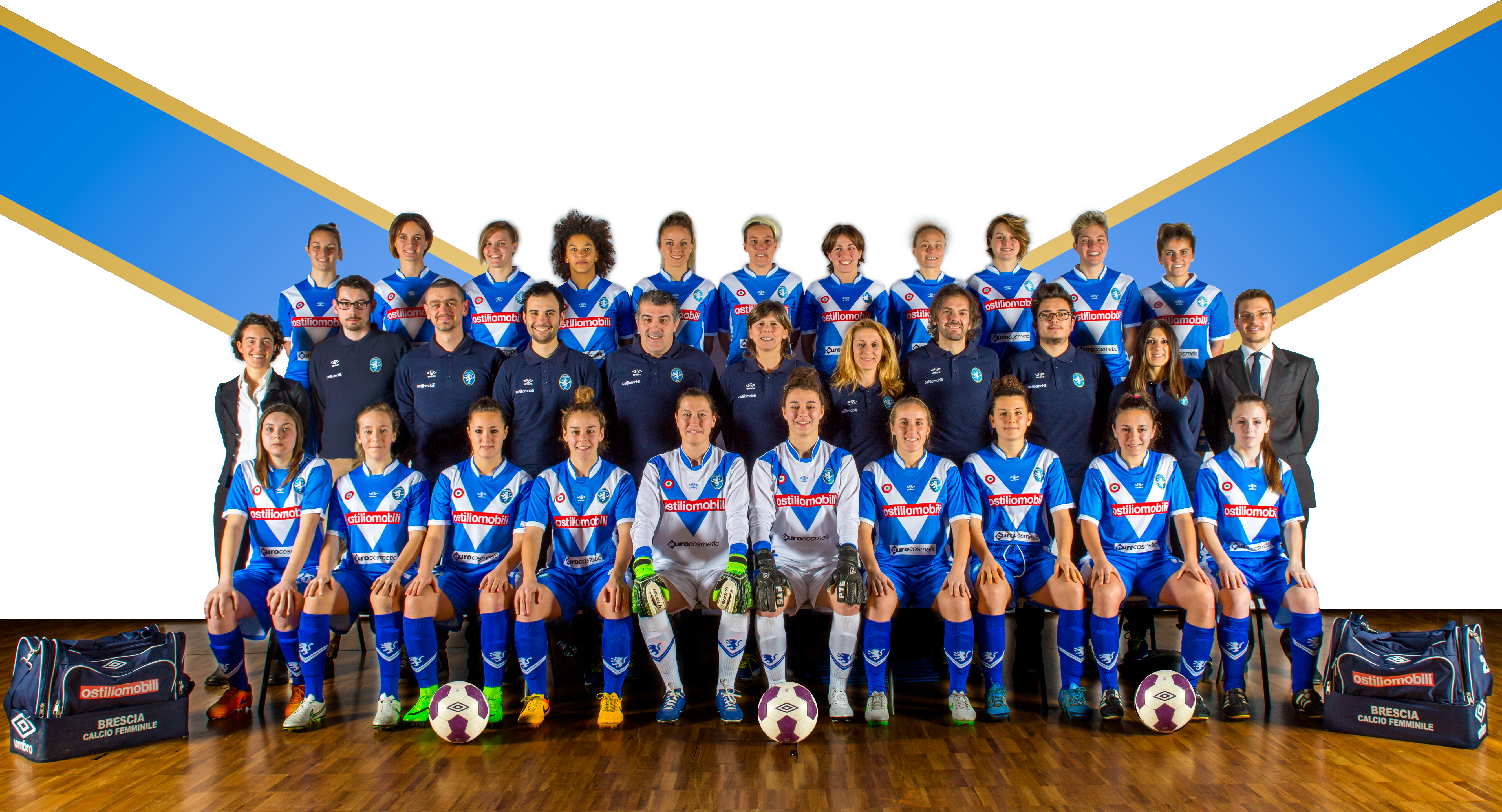
فريق بريشيا كالتشيو فيمينيلي، موسم 2015-2016.

في 1994-1995 فاز الفريق ببطولة إقليمية. ثم في 1996-1997 فاز بدوري الدرجة الرابعة. لقد احتلوا المركز الثاني في الدوري الإيطالي في 2001-2002 ومرة أخرى في 2003-2004 وبعد ذلك صعدوا بعد المباراة الفاصلة. في 2006–07 فازوا بالدوري الثاني وتم ترقيتهم إلى بسيريا أ2. في 2008-09 فازوا بالدوري A2.
منذ 2009–10 لعبت بريشيا دوري الدرجة الأولى. في عامها الأول على المستوى الأعلى احتلوا المركز التاسع، متجنبين الهبوط. في موسم 2010-11، كان بريشيا هو الفريق المفاجئ في الدوري وتنافس مع اتحاد الوطنيين الكونغوليين تافاجناكو على مكان في دوري أبطال أوروبا. أخيرًا احتلت بريشيا المرتبة الثالثة. وجاءت دانييلا ساباتينو مهاجم بريشيا في المركز الثاني في قائمة هدافي الموسم برصيد 25 هدفا بفارق هدف واحد فقط عن باتريزيا بانيكو.
فازوا بأول بطولة وطنية لهم في 2013-14.
في 11 يونيو 2018، أُعلن أن فريق ميلان المحترف للذكور اشترى مكان بريشيا في دوري الدرجة الأولى للسيدات من أجل بدء قسم خاص به للسيدات. كما أُعلن أن فريق شباب بريشيا كان سيشارك في إكسيلينزا (درجة خامسة) بدلاً من ذلك.

## الانجازات
- أبطال الدوري الإيطالي: 2014 و 2016[6]
- الفائزون بكأس إيطاليا: 2012، 2015، 2016
- الفائزون بكأس السوبر: 2014، 2015، 2016

## روابط خارجية
- الموقع الرسمي